# 29654 Michaellaue
A 29654 Michaellaue (ideiglenes jelöléssel (29654) 1998 WW9) a Naprendszer kisbolygóövében található aszteroida. A LINEAR projekt keretében fedezték fel 1998. november 18-án.